# King Arthur's World
King Arthur's World är ett strategi-TV-spel utvecklat till SNES, släppt 1993. Spelet utvecklades av Argonaut Games med utgivaren Jaleco. King Arthur's World påminner ganska mycket om Lemmings men med stridsinslag och en ledare, Kung Arthur uppkallad efter Kung Artur, som ska skyddas.